# 小出英及
小出 英及（こいで ふさつぐ）は、江戸時代前期の大名。但馬国出石藩の第9代藩主。官位はなし。出石藩小出家8代。

## 生涯
元禄7年（1694年）11月29日、第8代藩主・小出英長の長男として誕生。幼名は久千代。母は半井成忠の娘。
生後1か月の12月17日に父が死去したため、翌年2月14日に家督を継ぎ、後見人として一門である旗本の小出英直、小出英輝、小出英雄らが就いた。しかし英及の相続には不審なところも多く、実は英及は家督相続直後に死去していたと、領民の間にまで噂があがるほどであった。
通説では、英及の死去は元禄9年（1696年）10月22日となっている。僅か数え年の3歳（満1歳）で嗣子がいるはずもなく、小出家嫡流は断絶した。死後、出石藩では藩主死去の混乱から11月1日に打ちこわし、焼き討ち、襲撃事件があちこちで起こり、丹波国亀山藩の久世重之によってようやく鎮圧された。墓所は東京都港区三田の随応寺。